# Ethnocentrisme
L’ethnocentrisme est un concept ethnologique ou anthropologique qui a été introduit par William Graham Sumner au début du XXe siècle,. Il renvoie au fait de vivre sa propre culture comme si elle était la norme universelle, et de la prendre comme un cadre de référence permettant de juger d'autres cultures, pratiques, comportements, croyances, sans considération pour les normes qui ont cours dans ces cultures étrangères. La vision ethnocentrique des groupes extérieurs n'est pas systématiquement négative. Cependant l'ethnocentrisme est souvent associé à des préjugés racistes, au refus de l'autre et à d'autres traits de la personnalité autoritaire. Les enquêtes sur l'ethnocentrisme suggèrent qu'il se manifeste généralement aux dépens de la plupart des groupes étrangers, plutôt qu'aux dépens d'un groupe spécifique.

## L'ethnocentrisme dans un groupe social

### L'ethnocentrisme, un trait universel
Selon le sociologue américain qui a forgé le terme, William Graham Sumner, l'ethnocentrisme est « cette vue selon laquelle notre propre groupe est le centre de toutes choses, tous les autres groupes étant mesurés et évalués par rapport à lui ». Toutes les cultures ont tendance à considérer qu'elles incarnent l'humanité dans sa plénitude, tandis que les autres sont perçues comme incomplètes, quand elles ne sont pas jugées mauvaises. Ainsi, selon l'ethnologue Pierre Clastres, « l'ethnocentrisme est une propriété formelle de toute formation culturelle, laquelle opère un partage de l'humanité entre d'une part elle-même, qui s'affirme comme représentation par excellence de l'humain, et les autres, qui ne participent qu'à un moindre titre à l'humanité ».
Claude Lévi-Strauss estime que « la notion d’humanité, englobant, sans distinction de race ou de civilisation, toutes les formes de l’espèce humaine, est d’apparition fort tardive », d'une part ; et que le rejet hors de l'humanité de tous ceux trop différents pour en faire partie est, paradoxalement, un trait de comportement universel, d'autre part.

### Causes de l'ethnocentrisme
Les spécialistes ont tenté de déterminer les facteurs favorisant l'ethnocentrisme.
Selon la théorie de l'identité sociale (Social Identity Theory (en)), l'ethnocentrisme est alimenté par une forte identification de l'individu à son groupe d'origine, « ce qui conduit presque systématiquement à des sentiments négatifs et à des stéréotypes envers les membres de l'exogroupe ». Certaines personnes auraient plus besoin que d'autres de ce type d'identification. Le sentiment d'appartenance à une collectivité et l'hostilité à l'égard de la communauté différente se développeraient quelles que soient les caractéristiques des groupes en question.
Selon certains sociologues, l'ethnocentrisme serait d'autant plus prononcé qu'un individu entretiendrait peu de relations réelles avec un groupe étranger. Faute d'avoir une connaissance personnelle du groupe extérieur, l'individu se le représenterait comme un ensemble homogène, et reproduirait des stéréotypes ethniques le concernant. Cependant, il ne paraît pas certain que les relations entretenues avec le groupe étranger suffisent à réduire l'ethnocentrisme.
Selon la théorie du conflit réaliste (Realistic conflict theory (en)), l'ethnocentrisme est stimulé par une compétition économique, réelle ou perçue comme telle, entre divers groupes nationaux ou ethniques. Ainsi, les groupes d'un pays développent des représentations hostiles à l'égard de nouveaux arrivants étrangers parce qu'ils voient en eux « une menace pour leur propre position sociale (sur les marchés du travail ou du logement) ». Toutefois, cette thèse est remise en cause par le fait que les groupes préservés des effets de la compétition économique avec le groupe étranger sont malgré cela affectés par des biais ethnocentriques.
Les spécialistes ne s'accordent pas concernant le rôle du facteur religieux dans le développement de l'ethnocentrisme. Il y a un certain consensus pour considérer que l'ethnocentrisme est un marqueur de l'extrême-droite, et plus généralement qu'il est lié à des idéologies autoritaires.

### Formes de l'ethnocentrisme
Le professeur de science politique Mark Hooghe distingue l'ethnocentrisme culturel, qui repose sur la croyance de l'individu dans la supériorité des normes culturelles de son groupe d'origine, et l'ethnocentrisme économique, qui met l'accent sur la menace économique que représente un groupe étranger. L'ethnocentrisme culturel centre l'attention sur les différences vestimentaires entre les groupes, et sur les appartenances religieuses. L'ethnocentrisme économique revendique des droits différenciés qui aboutissent à des formes de discrimination en matière d'accès à l'emploi, de salaires, de protection juridique, etc.

### Conséquences de l'ethnocentrisme
L'ethnocentrisme conduit l'individu à préférer la fréquentation de membres du groupe auquel il s'identifie, et la collaboration avec eux, plutôt qu'avec des membres de groupes extérieurs. Il peut entraîner une attitude hostile aux étrangers, discriminatoire à leur égard. Dans les cas extrêmes, il peut favoriser la violence entre les groupes.

### Réduction de l'ethnocentrisme
La lutte contre les stéréotypes ethniques constitue un des moyens de réduire l'ethnocentrisme ; le système éducatif et les médias ont un rôle important à jouer dans cette perspective.

## L'ethnocentrisme dans les sciences sociales
(décembre 2021).
En ce qui concerne les sciences humaines en général, et l'anthropologie en particulier, un auteur comme C. Geertz considère que, n'étant justement pas des sciences expérimentales à la recherche de lois, mais des sciences interprétatives à la recherche de sens, toute description implique un ethnocentrisme relatif mais inévitable. Pour Geertz, l'observateur (l'ethnographe) ne peut qu'essayer « de lire par-dessus l'épaule » de la population étudiée. Les linguistes « témoignant de leur lien d'étude à l'ethnocentrisme : si les groupes ethniques établissent les limites de leur identité aux frontières, et aux frontières du langage, transformant l'altérité en étrangeté, la plupart d'entre eux ont aussi cette capacité cognitive inverse de « faire éclater cette fermeture du groupe sur lui-même, et de promouvoir la notion approchée d'une humanité sans frontières »[pas clair]. Ainsi les linguistes ont pu démontrer que la langue même, en ce qu'elle est une construction culturelle ségrégative, participe à cette tendance. Les anciens, déjà, en étaient conscients, comme en témoigne la locution latine Quot linguas calles, tot homines vales (« Autant tu pratiques de langues, autant tu es humain »).

## Opposition entre ethnocentrisme et relativisme
L’ethnocentrisme de l’anthropologue, de l’ethnologue, du membre d’une ethnie, d’une civilisation ou d’une confession quelles qu’elles soient, s’oppose au relativisme culturel. Ce relativisme culturel peut prendre la forme du relativisme culturel scientifique, pratiqué par la plupart des anthropologues et ethnologues actuels, ne hiérarchise pas les civilisations mais les étudie et décrit selon des critères objectifs (pratiques, récits, artefacts, témoignages) sans émettre de jugement de valeurs.

#### Théories pouvant se référer à l'ethnocentrisme
- Colonialisme
- Communautarisme identitaire
- Ethnodifférencialisme
- Évolutionnisme (anthropologie)
- Habitus (sociologie)
- Médiation interculturelle
- Nationalisme
- Patriotisme
- Polycentrisme
- Racisme
- Racialisme
- Régionalisme (politique)
- Universalisme républicain
- Religions
- Violence structurelle